# Huperzia pithyoides
Huperzia pithyoides là một loài thực vật có mạch trong Họ Thạch tùng. Loài này được (Schltdl. & Cham.) Holub mô tả khoa học đầu tiên năm 1985.